# Крапивинское сельское поселение
Крапивинское сельское поселение — упразднённое муниципальное образование в Крапивинском районе Кемеровской области России. 
Административный центр — посёлок Крапивинский (входит в состав Крапивинского городского поселения).

## История
Крапивинское сельское поселение образовано 17 декабря 2004 года в соответствии с Законом Кемеровской области № 104-ОЗ. 

## Население
| 2010 | 2011  | 2012  | 2013  | 2014 | 2015 | 2016 |
| ---- | ----- | ----- | ----- | ---- | ---- | ---- |
| 1034 | ↗1036 | ↗1039 | ↘1003 | ↘978 | ↘969 | ↘915 |
| 2017 | 2018  | 2019  |       |      |      |      |
| ↗919 | ↘900  | ↘869  |       |      |      |      |

## Состав
| № | Населённый пункт | Тип населённого пункта | Население |
| - | ---------------- | ---------------------- | --------- |
| 1 | Каменный         | посёлок                | 493       |
| 2 | Междугорное      | село                   | 346       |
| 3 | Поперечное       | село                   | 195       |